# حاملات الريش
حاملات الريش أو السَّبَّاجِيَّات أو فصيلة بتيروفوريدي (الاسم العلمي: Pterophoridae)، هي فصيلة حشرات عثية من حرشفيات الأجنحة. أنواعه 1000 ضمن 90 جنس في أربع فُصيلات. تنتشر في معظم أصقاع العالم. تسرح من الغروب إلى فحمة الليل. طيرانها خفيف الحركة،
معتدل العرقصة والحوم. أجسامها صغيرة، نحيلة، قضيفة. رؤوسها معتدلة الجرم. عيونها صغيرة، ناشزة. قرونها الاستشعارية
خيطية. ملامسها نحيلة. مراشفها مستطيلة. حذناتها مفقودة. بطونها سهفية الخمل، عادمة الزغب. رواشنها صغيرة، مستطيلة الشكل.
الأمامية منها ثائية الأصابع المنعقفة الأطراف، الخلفية ثلاثية الأصابع المستقيمة. جرامزها تامة النمو. ظنابيبها الخلفية
مستطيلة، ثنائية المناخس الطويلة. اساريعها مستغلظة الأجسام، زباء. تعيش داخل الثمار أو داخل الأفناد التي تثقبها وتخلدها. خادراتها تمضي طور الأكمال مؤرجحة معلقة بالحصيفة أو مزلوة بخيط حريري المادة.